# Tangerine Reef
Tangerine Reef è l'undicesimo album in studio del gruppo musicale statunitense Animal Collective, pubblicato nel 2018.

## Tracce
1. Hair Cutter – 4:01
2. Buffalo Tomato – 4:49
3. Inspector Gadget – 4:19
4. Buxom – 4:40
5. Coral Understanding – 3:44
6. Airpipe (To a New Transition) – 6:03
7. Jake and Me – 4:25
8. Coral by Numbers – 2:26
9. Hip Sponge – 3:53
10. Coral Realization – 3:00
11. Lundsten Coral – 3:05
12. Palythoa – 4:11
13. Best of Times (Worst of All) – 4:09